# Усовка (Пензенская область)
Усовка — село в Никольском районе Пензенской области России. Входит в состав Усовского сельсовета.

## География
Село находится в северо-восточной части Пензенской области, в подзоне северной лесостепи, в пределах западного склона Приволжской возвышенности, на берегах реки Маис, на расстоянии примерно 6 км (по прямой) к западу-северо-западу от города Никольска, административного центра района. Абсолютная высота — 188 м над уровнем моря.

### Климат
Климат характеризуется как умеренно континентальный, с холодной зимой и умеренно жарким летом. Средняя температура воздуха самого холодного месяца (января) составляет −13,3 °C (абсолютный минимум — −34 °C); самого тёплого месяца (июля) — 19,2 °C (абсолютный максимум — 39 °С). Безморозный период длится 126 дней. Годовое количество атмосферных осадков — 527 мм, из которых большая часть выпадает в период с апреля по октябрь. Устойчивый снежный покров образуется в конце ноября и держится в среднем 149 дней.

## Население
| 1748 | 1864 | 1877 | 1897 | 1911 | 1926 | 1930 |
| ---- | ---- | ---- | ---- | ---- | ---- | ---- |
| 310  | ↗449 | ↗560 | ↗597 | ↗737 | ↗894 | ↗954 |
| 1939 | 1959 | 1979 | 1989 | 1996 | 2002 | 2010 |
| ↘826 | ↘500 | ↘308 | ↘175 | ↘122 | ↘82  | ↘35  |

### Национальный состав
Согласно результатам переписи 2002 года, в национальной структуре населения русские составляли 100 % из 82 чел.